# Дуї Фінн
Дуї Фінн — (ірл. Dui Finn) — верховний король Ірландії (за середньовічною ірландською історичною традицією). Час правління: 679–674 до н. е. (згідно з «Історією Ірландії» Джеффрі Кітінга) або 904–894 до н. е. (згідно з хронікою Чотирьох Майстрів). Син Сетна Інарайда (ірл. Sétna Innarraid) — верховного короля Ірландії. Прийшов до влади вбивши попереднього верховного короля Ірландії — Сіомона Брекка, який був вбивцею його батька (звичай кровної помсти). Правив Ірландією протягом чи то п'яти чи то десяти років. Був вбитий сином Сіомона Брекка — Муйредахом Болграхом (ірл. Muiredach Bolgrach). «Книга захоплення Ірландії» синхронізує його правління з часом правління царів Ксеркса I (485–465 до н. е.) та Артаксеркса I (465–424 до н. е.) в Персії, що є вкрай сумнівно.